# Vérfüred
A Vérfüred (Slawter) Darren Shan Démonvilág című könyvsorozatának harmadik tagja, s egyben az első kötet szerves folytatása is. Meglepő módon az író ismételten visszatér Grubbs és Dervish Grady történetéhez, s ott veszi fel a cselekmény fonalát, ahol az első könyvben abbahagyta.

## Története
|  | Alább a cselekmény részletei következnek! |

Miután Dervish Grady visszatér Vész herceg birodalmából úgy tűnik, hogy minden visszaáll a rendes kerékvágásba, hogy minden végre ismét normális lesz. Csakhogy a történetnek folytatódnia kell, s azok, akiket egyszer már megérintett a Démonvilág, nem szabadulhatnak meg tőle. Ahogy arra Grubbs is rájött miután Dervish rémálmaitól gyötörve rátámad, mert álmában úgy hiszi, hogy még mindig Vész herceg ellen harcol. A harc a démonmesterrel és a rémálmok rossz hatással vannak Dervishre, szinte elveszíti önmagát. Van, hogy egy egész nap úgy telik el, hogy csak ül egy helyben és az idő észrevétlenül elsüvít mellette ő pedig semmire sem emlékszik a napból.
Az egyik ilyen nap alkalmával Grubbs hazatérve a lépcsőn ülve találja Dervisht, aki üres tekintettel mered maga elé. Miután Dervish ismét "magához tér" elmeséli Grubbsnak, hogy felhívta egy Davida Haym nevű nő, akiről kiderül, hogy egy igencsak híres producer és akiről mindenki úgy hitte, hogy férfi. A producer azért kereste Dervisht, hogy felkérje legújabb filmjéhez szakértőnek, és úgy állapodtak meg, hogy egy hét múlva Davida ellátogat Dervishez. Grubbs nagyon fellelkesül ezen a híren, még barátainak is mesél róla. Azonban Davidaról semmi hír. 
Aztán az egyik nap Grubbs hazafelé menet találkozik egy nővel, aki Dervish háza felől érdeklődik, s a fiú azt hiszi, hogy Davidaval van dolga. Hamarosan megsejti azonban, hogy erről szó sincs, amikor a nő kijelenti, hogy tud a Gradyket sújtó átokról, meg arról is, hogy min ment keresztül Dervish az utóbbi időben. Grubbs megrémül, de nem akar goromba lenni, hátha a nő Dervish egyik régi barátja. Kiderül azonban, hogy a nő neve Prea D'Alecheu (Pré Doléso) és hogy a Bárányok közé tartozik, továbbá, hogy Dervish nem igazán kedveli a hölgyet. Prea látogatásának oka, hogy megkérje Dervisht, adja át Billyt a Bárányoknak kivizsgálásra, mert rá akarnak jönni a vérfarkaskór gyógymódjára. Dervish azonban hallani sem akar erről, így a nő Grubbshoz fordul, aki szintén elutasítja a kérést, mire Prea megfenyegeti őket, hogy ha kell erőszakkal is elviheti Billyt. Végül azonban távozásra kényszerül természetesen üres kézzel.
A rákövetkező napon aztán megérkezik a várva várt vendég is, aki elővezeti tervét, miszerint ez alkalommal démonokról akar horrorfilmet készíteni. Ennek fényében már nem is tűnik olyan csábítónak a producer kérése, miszerint Dervish legyen a tanácsadója, hogy minél valóságosabbnak tűnjön a film. Dervish eleinte nem akar belemenni, ezért elkéri a demó anyagot, mondván csak ellenőrizni szeretné, hogy egyáltalán van-e rá szükség a forgatáson. Davida huszonnégy órát ad neki, majd elviharzik a színről. Dervish megnézi a bemutató anyagot, majd Grubbsszal közösen úgy dönt, hogy elfogadják a producernő ajánlatát, így Dervish, Grubbs és Bill-E elindulnak Vérfüredre. (Ez a film cselekményének és forgatásoknak a helyszíne.)
A forgatáson eleinte minden simán megy, a gyerekek jól érzik magukat annak ellenére is, hogy néhány órás oktatáson kell részt venniük, valamint néhány elkényzetetett színészpalánta kellemetlenkedését is el kell viselniük. Aztán eljön az egyik fő jelent felvételének ideje, ahol Grubbs ráébred, hogy a filmet valódi démonokkal készítik és a jelenet aktuális szereplője valószínűleg tényleg bajba került. Juni Swan, a forgatáson dolgozó pszichológus, próbálta nyugtatni, hogy igazából minden rendben van, és hogy a démon által megölt fiú valójában még mindig él, csak elhagyta a forgatás helyszínét. Grubbs azonban még mindig gyanakszik, de persze nem hisznek neki, még Dervish sem, aki már egy ideje elég furcsán viselkedik. Aztán később eltűnik egy ikerpár lány tagja, majd miután keresésükre indulnak az apának és a másik gyermeknek is nyoma vész. Ekkor Grubbs már tudja, hogy démonok vannak a faluban és azt is, hogy valaki babrál Dervish agyával. Ezekre főleg azután jön rá, miután maga Vész herceg jelenetét is felvették. A felvételt követően mindent elmesél Juninak és Bill-E-nek addigi találkozásairól a Démonvilág képviselőivel, ám a pszichológusnő nem akar hinni neki még azután sem, hogy Grubbs a szeme láttára varázsol. Hogy bebizonyítsa igazát Grubbs a jelmezek tervezéséhez felállított épületekhez vezeti társait, ahová betörnek, majd találnak egy hatalmas, elzárt termet, akol holttestekre és egy furcsa kőre lelnek, valamint egy démonnal is meg kell küzdeniük. Ezen élmény után már Juni is hisz a fiúnak és megpróbálják felnyitni Dervish szemét is, ami szerencsére sikerül is.
Menekülésre adják fejüket, ám nem jutnak túl messzire és egy varázslat áldozataivá válnak, csakhogy erről ők nem tudnak. Mindannyian ugyan azt az álmot látják kisebb eltérésekkel. Az álomban Bill-E-tt elrabolják a Bárányok, ők utánuk mennek kiszabadítani a fiút, ami sikerül is varázslat segítségével. Csakhogy Grubbs rájön az igazságra és egy még számára is ismeretlen varázslattal felébreszti Dervisht és Bill-E-t is, Juninak azonban semmi nyoma.
Ébredésüket követően felkeresik Davidát, aki elmondja nekik kisebb erőszak alkalmazása után, hogy alkut kötött Vész herceggel. Az alku pedig az volt, hogy ha Davida Vész herceg kezére adja Dervisht, Bill-E-t és Grubbst, akkor a démonmester hagyja lefilmezni magukat. Rengeteg démonról van itt szó, akik egy alagúton keresztül jönnek át, melyet egy mágneskő segítségével nyitottak meg, ami abban a raktárban van, ahol a jelmezeket tárolják. Már csak néhány perc van, amíg a falut elözönlik a démonok, így Dervishék megpróbálják elcsalni az alagút bejáratától az embereket kevés sikerrel. A démonok támadása közvetlenül éri a tudatlan embereket és elszabadul a pokol. 
A démonok mindenkit meg akarnak ölni, még Davidát is.
Emellett megtudják, hogy Vérfüredről gyakorlatilag nem lehet elmenekülni, mert a várost egy burokkal elzárta a démonmester.
Dervish azonban nem adja fel egykönnyen és egy tervet eszel ki. Egy, még élő démont kell a falut körbevevő pajzsra szegezniük, majd felrobbantaniuk azt, amivel rést üthetnek a pajzson és azon keresztül elmenekülhetnek annyian, amennyien csak tudnak. Először úgy tervezik, hogy Bill-E, mint csali kiáll az utcára és ha megtámadja valami, azt kapják el, de ez meghiúsul, mert feltűnik Juni, aki megöli indulatában az elkapott démont. Ezek után azt találják ki, hogy menekülés színlelve odacsalnak egy démont a pajzshoz és ott elintézik. (Grubbs és néhány gyerek akikkel találkoznak vállalkoznak a feladatra. Csakhogy útközben Vész herceg is felbukkan néhány csatlósával, akik elkapnak közülük néhányat. Nehezen bár, de Grubbsnak sikerül véghez vinnie a tervet, az egyik démont felhasználva, amíg Dervish lefoglalja a démonmestert (Junit leüti egy démon). Ezt követően Grubbs is kénytelen ismételten szembeszállni Vész herceggel és mikor már zárulni kezd a rés és Dervish még mindig nem tud elszakadni a démonmestertől mivel az a férfi testébe szúrta egyik karját Grubbs meglepetésszerű támadással letépi Vész herceg két karját. Így még időben megmenekülnek, ám az utánuk érkezőknek már nincs szerencséjük és a démonok, valamint Vész herceg áldozatául esnek.
Juni aki a burkon kívül magához tér észrevesz egy embert aki elárulta őket és megöli.
Dervish és Juni elköszönnek egymástól mert Juninak idő kell, hogy feldolgozza amik itt történtek.
(A forgatás során Juni és Dervish elég közel kerültek egymáshoz.) Grubbs pedig úgy dönt még nem szól Bill-E-nek, hogy féltestvérek.
A Vérfüredi mészárlást követő néhány nap után az otthonukban Dervish sort kerít arra a beígért atyai beszélgetésre Grubbsszal. Dervish megkéri Grubbst, hogy csatlakozzon a tanítványokhoz, mivel olyan varázslatokat használt a csata alatt, mikre még maga Dervish sem lenne képes. Grubbs azonban visszautasítja, mire Dervish kijelenti, hogy ha talál benne varázslatot, akkor csatlakoznia kell, ha meg nem, akkor Grubbs visszatérhet a normális kerékvágásba. Grubbsnak sikerül valamilyen úton kicseleznie Dervish kutakodását, azonban az éjszaka folyamán Grubbs is meg akar győződni arról, hogy valójában csak egy egyszerű, hétköznapi fiú. Ezt azonban megcáfolja amikor a sötét fürdőszobában fényt varázsol és láthatatlanná teszi saját fejét. Rájön, hogy nem szökhet el a varázslat világa elől, mivel annak már részévé vált, s tudja, hogy a történetnek még nincs vége. És mindaddig nem is lesz, amíg életben van.
|  | Itt a vége a cselekmény részletezésének! |

## Magyarul
- Vérfüred; ford. Bárány Ferenc; Móra, Budapest, 2006 (Démonvilág, 3.)